# Aphanopenthes
Aphanopenthes là một chi bọ cánh cứng trong họ 
Elateridae.
Chi này được miêu tả khoa học năm 1932 bởi Fleutiaux.

## Các loài
Các loài trong chi này gồm:
- Aphanopenthes acutipennis (Germar, 1844)
- Aphanopenthes cariei (Fleutiaux, 1902)
- Aphanopenthes vanus (Germar, 1844)